# Liten Karin
Liten Karin är huvudpersonen i, och titeln på, en känd folkvisa som förekommer i bland annat Sverige (SMB 42) och Danmark (DgF 101). Temat går tillbaka till legenden om helgonet Katarina av Alexandria.
Enligt folkvisan tjänar Liten Karin på kungens gård, där den unga kungen förälskar sig i henne och i tur och ordning erbjuder henne en grå häst med guldsadel, sin rödaste guldkrona, och slutligen halva kungariket. Karin avböjer alla förslag och föreslår istället att detta ges till den unga drottningen så hon själv kan gå med ära. Kungen sätter henne då i spiktunnan och låter sina småsvenner rulla runt henne i den. Karin blir därpå hämtad av två änglar och tagen till himmelen varpå kungen hämtas av två korpar som tar honom till helvetet.